# Cynometra martiana
Cynometra martiana är en ärtväxtart som beskrevs av Henri Ernest Baillon. Cynometra martiana ingår i släktet Cynometra, och familjen ärtväxter. Inga underarter finns listade i Catalogue of Life.